# Agustí Lluís López i Pla
|  | Per a altres significats, vegeu «Agustí Lluís». |

Agustí Lluís López i Pla (Sort, Pallars Sobirà, 24 d'octubre de 1952) és un polític català, diputat al Parlament de Catalunya en la VI, VII, VIII i IX Legislatures 

## Biografia
Llicenciat en geologia. Ha treballat com a professor d'institut de batxillerat (1975-1982) i ha estat director de l'institut de batxillerat de Sort (1983-1990). Ha estat president del Consell Comarcal del Pallars Sobirà (1991-2000) i és vicepresident primer de l'Institut de Desenvolupament de l'Alt Pirineu des que es va crear. Representant del Pallars Sobirà al Centre de Desenvolupament Rural CEDER i membre de l'Associació de Municipis del Pirineu (AMPI). És conseller del Consell Nacional de Convergència Democràtica de Catalunya (CDC) des del 1993, alcalde de l'Ajuntament de Sort des de les eleccions municipals espanyoles de 1991 i diputat a les eleccions al Parlament de Catalunya de 2003, 2006 i 2010. Ha estat portaveu dels grups parlamentaris en la Comissió de Medi Ambient i Habitatge i President de la Mesa de la Comissió d'Agricultura, Ramaderia, Pesca, Alimentació i Medi Natural. En 2011 anuncià que no es presentaria a la reelecció com a alcalde de Sort i en 2012 també renuncià a l'escó al Parlament.